# Tipula vesubiana
Tipula vesubiana är en tvåvingeart som beskrevs av Dufour 2003. Tipula vesubiana ingår i släktet Tipula och familjen storharkrankar. Inga underarter finns listade i Catalogue of Life.